# ارسکین سنفرد
ارسکین سنفرد (انگلیسی: Erskine Sanford؛ ۱۹ نوامبر ۱۸۸۵ – ۷ ژوئیهٔ ۱۹۶۹) یک هنرپیشه اهل ایالات متحده آمریکا بود. وی بین سال‌های ۱۹۱۶ تا ۱۹۵۲ میلادی فعالیت می‌کرد.
از فیلم‌ها یا برنامه‌های تلویزیونی که وی در آن نقش داشته است می‌توان به همشهری کین، امبرسون‌های باشکوه، بانویی از شانگهای اشاره کرد.